# К югу от ада
«К ю́гу от а́да» (англ. South of Hell) — драматический сверхъестественный телесериал с элементами ужасов, главную роль в котором исполнила Мина Сувари. Премьера сериала состоялась на телеканале WE tv 27 ноября 2015 года, были показаны семь эпизодов подряд, а восьмой был доступен на iTunes.

## В ролях
- Мина Сувари в роли Марии Абаскал, охотницы на демонов по найму
- Закари Бут в роли Дэвида Абаскала, брата Марии
- Билл Ирвин в роли Эноса Абаскала, отца Марии и Дэвида и лидера культа
- Дрю Морлейн в роли Дасти, бывшего военного и соседа Марии
- Ламман Рукер в роли преподобного Элайджи Блидсоу, священника
- Полина Сингер в роли Грейс Блидсоу, дочери преподобного Элайджи
- Лидия Хёрст в роли Шарлотты Робертс
- Слейт Холмгрен в роли «Сладкого ротика», местного наркодилера
- Лорен Велес в роли Тетры, говорящей с духами

## Производство
Телеканалом WE tv было заказано восемь эпизодов телесериала. Все эпизоды вышли одновременно на кабельном канале WE tv 27 ноября 2015 года.
Тай Уэст, Рэйчел Талалэй, Дженнифер Линч и Джеримайя С. Чечик сняли отдельные эпизоды сериала.